# Orthaltica rangoonensis
Orthaltica rangoonensis is een keversoort uit de familie bladkevers (Chrysomelidae). De wetenschappelijke naam van de soort werd in 1995 gepubliceerd door Konstantinov.